# Coro del Año de Eurovisión 2017
El I Coro del Año de Eurovisión tuvo lugar el 22 de julio de 2017 en el Arena Riga de Riga, Letonia, y fue la primera edición del concurso. Fue producido por la emisora letona Latvijas Televizija (LTV) junto al Despacho de Desarrollo de Turismo de Riga. Fue presentado por Eric Whitacre y Eva Johansone.
9 países confirmaron su participación en el festival, incluyendo Gales, que marca la segunda vez que el Reino Unido no participa como estado unificado en un evento de la red de Eurovisión (Gales ya había debutado en 1994 en Juegos sin fronteras).

## Organización

Arena Riga, Letonia.

### Sede del festival
El 14 de febrero de 2017, se confirmó que el concurso inaugural tendría lugar en el Arena Riga, localizado en Riga, Letonia. El complejo se usa principalmente para conciertos, hockey sobre hielo y baloncesto. Tiene una capacidad de 13 486 espectadores y fue construido en 2006 con la intención de alojar el Campeonato Mundial de Hockey sobre Hielo de 2006. Durante los años, ha organizado actuaciones para numerosos artistas conocidos de todo el mundo. En 2015, fue anfitrión del grupo D del EuroBasket 2015.

## Países participantes

### Canciones y selección
| País y TV        | Título original de la canción                             | Coro                     | Proceso y fecha de selección       |
| País y TV        | Traducción al español                                     | Idioma(s)                | Proceso y fecha de selección       |
| ---------------- | --------------------------------------------------------- | ------------------------ | ---------------------------------- |
| Alemania WDR     | «African Call» «Palettes»                                 | Jazzchor Freiburg        | Elección interna, 2017             |
| Alemania WDR     | Llamada Áfricana Paletas                                  | -                        | Elección interna, 2017             |
| Austria ORF      | «Ave Maria» «I Tua Wos I Wü» «Rah»                        | Hardchor Linz            | Elección interna, 2017             |
| Austria ORF      | Ave María Yo también fui yo Dijo                          | -                        | Elección interna, 2017             |
| Bélgica RTBF     | «Dans La Troupe» «Ensemble»                               | Les Pastoureaux          | Elección interna, 2017             |
| Bélgica RTBF     | En la tropa Conjunto                                      | -                        | Elección interna, 2017             |
| Dinamarca DR     | «I Seraillets Have» «Wiigen-Lied»                         | Academic Choir of Aarhus | Elección interna, 2017             |
| Dinamarca DR     | En el jardín de Seraill Tengo que tener                   | -                        | Elección interna, 2017             |
| Eslovenia RTVSLO | «Ta na Solbici» «Adrca» «Aj, zelena je vsa gora»          | Carmen Manet             | Elección interna, 2017             |
| Eslovenia RTVSLO | No lo sé Adrca Oh, el verde es todo montaña               | -                        | Elección interna, 2017             |
| Estonia ERR      | «Absolute Tormis»                                         | Estonian TV Girls’ Choir | Elección interna, 2017             |
| Estonia ERR      | Absoluto Tormis                                           | -                        | Elección interna, 2017             |
| Gales S4C        | «O, Mountain, O» «Mil Harddach» «Wade In The Water»       | Côr Merched Sir Gâr      | Côr Cymru, 9 de abril de 2017      |
| Gales S4C        | Oh, montaña, oh Miel hermosa Chapotear en el agua         | -                        | Côr Cymru, 9 de abril de 2017      |
| Hungría MTVA     | «Karádi Nóták»                                            | Béla Bartók Male Choir   | Elección interna, 2017             |
| Hungría MTVA     | La canción de Karádi                                      | -                        | Elección interna, 2017             |
| Letonia LTV      | «Grezna Saule Debesīs» «Es čigāna meita biju»             | Spīgo                    | Latvija Dzied, 29 de abril de 2017 |
| Letonia LTV      | Sol en el cielo de lujo Soy una persona, era hija de Roma | -                        | Latvija Dzied, 29 de abril de 2017 |

## Festival

### Jurado
- Elīna Garanča (mezzosoprano letona)[1]
- John Rutter (compositor británico)[1]
- Nicolas Fink (conductor suizo)[1]

### Resultados
| Nº | País      | Coro                     | Canción(es)                                         | Lugar |
| -- | --------- | ------------------------ | --------------------------------------------------- | ----- |
| 1  | Estonia   | Estonian TV Girls’ Choir | "Absolute Tormis"                                   | -     |
| 2  | Dinamarca | Academic Choir of Aarhus | "I Seraillets Have" "Wiigen-Lied"                   | -     |
| 3  | Bélgica   | Les Pastoureaux          | "Dans La Troupe" "Ensemble"                         | -     |
| 4  | Alemania  | Jazzchor Freiburg        | "African Call" "Palettes"                           | -     |
| 5  | Eslovenia | Carmen Manet             | "Ta Na Solbici" "Adrca" "Aj, Zelena Je Vsa Gora"    | 1     |
| 6  | Hungría   | Bela Bartok Male Choir   | "Karádi Nóták"                                      | -     |
| 7  | Gales     | Côr Merched Sir Gâr      | "O, Mountain, O" "Mil Harddach" "Wade In The Water" | 2     |
| 8  | Austria   | Hardchor Linz            | "Ave Maria" "I Tua Wos i wü" "Rah"                  | -     |
| 9  | Letonia   | Spīgo                    | "Grezna Saule Debesīs" "Es čigāna Meita Biju"       | 3     |

### Retransmisión y comentaristas
Se espera que la mayoría de los países envíen comentaristas a Riga o que comenten desde su propio país, con el fin de aportar información a los participantes y, de ser necesario, proporcionar información sobre las votaciones.
- Alemania (SR, SWR y WDR)
- Austria (ORF 2): Alexander Žigo y Teresa Vogl[16]
- Bélgica Camille De Rijck (Musiq'3 y La Trois)[17]
- Dinamarca Ole Tøpholm y Phillip Faber (DR K)
- Eslovenia Igor Velše (TV SLO 1)
- Estonia Eero Raun (ETV)
- Gales Morgan Jones y Elin Manahan Thomas (S4C)
- Hungría (M5)
- Letonia (LTV1)

#### Países no participantes
- Albania (RTSH 1, retrasado)
- Francia (ARTE)
- Serbia (RTS 2)
- Ucrania (Radio Ucrania, retrasado)

## Predecesor y sucesor
| Predecesor: - | Coro del Año de Eurovisión Riga 2017 | Sucesor: Gotemburgo 2019 |